# Cervalces
Cervalces – wymarły rodzaj ssaka kopytnego żyjącego podczas epok plioceńskiej i plejstoceńskiej. Cervalces gallicus, od którego pochodzą inne gatunki, żył na terenie Europy w czasie pliocenu i plejstocenu. Natomiast Cervalces scotti żył w plejstocenie na terenie Ameryki Północnej. Cervalces latifrons zwany po angielsku "the broad-fronted moose" (co oznacza łosia o szerokim czole) i Cervalces carnutorum pochodziły z plejstoceńskich Europy i Azji.

## Etymologia
Cervalces: zbitka wyrazowa nazw rodzajów: Cervus Linnaeus, 1758 (jeleń) oraz Alces J.E. Gray, 1821 (łoś).